# Muhammad al-Maghili
Muḥammad ibn ʿAbd al-Karīm ibn Muḥammad al-Maghīli al-Tilimsānī (in arabo الشيخ محمد بن عبد الكريم بن محمد المغيلي التلمساني‎?; Tlemcen, ... – 1505)  è stato un teologo magrebino, nato nel Regno di Tlemcen all'epoca della dinastia zayyanide. Di idee antisemite, le sue predicazioni provocarono molti problemi ad alcune comunità ebraiche del Maghreb e dell'Africa subsahariana.

## Biografia
Al-Maghīli era convinto che gli ebrei in Maghreb non fossero meritevoli del patto di protezione.

Inizialmente condusse una campagna per far cacciare gli ebrei dalla sua città natale, Tlemcen (attuale Algeria), capitale del Regno di Tlemcen, riuscendoci. In conseguenza di ciò molti ebrei vennero cacciati dalla città e alcune sinagoghe furono distrutte.. Dopo di che raggiunse Fez, dove tentò di fare la stessa cosa, predicando contro gli ebrei, ma qui venne cacciato dalla città dal sultano wattaside Muhammad al-Shaykh al-Wattasi.
Raggiunse quindi Tamantit, importante centro commerciale, rimanendo sconvolto dello statuto e dal comportamento delle prospere comunità ebraiche locali: come raccontano alcune fonti dell'epoca, al-Maghīli notò che i ricchi ebrei indossavano abiti lussuosi e raffinati, che cavalcano con selle riccamente decorate e che non si degnavano di manifestare la dovuta riverenza ai notabili musulmani che incontravano nel loro cammino. Ma, la cosa più grave ai suoi occhi fu il progetto della costruzione di una nuova grande sinagoga nella città, progetto a cui i giudici e i notabili locali avevano acconsentito. Al-Maghīli interpretò questi comportamenti come una rottura del patto di protezione di cui godevano gli ebrei. Entrò in conflitto con alcuni giurisperiti musulmani locali, come ʿAbd Allāh al-Asnunī. Al-Maghīli emise una fatwā che ordinava l'assassinio degli ebrei della regione di Touat, e a seguito di ciò le sinagoghe vennero distrutte e le comunità ebraiche attaccate e massacrate. A proposito di ciò, il mercante genovese Antonio Malfante, che viaggiò nella regione in quel periodo, scrisse:
Così era e così è ancora oggi la città di Tamentit: ha conservato la sua cinta turrita che racchiude quartieri nettamente differenziati da strade strette. All'inizio del secolo era ancora una repubblica amministrata da una djemaa di maggiorenti con a capo uno sceicco.

Ci sono parecchi ebrei, che trascorrono tranquillamente la loro vita governati da capi che li proteggono e permettono loro di vivere e lavorare indisturbati nella società locale. Essi servono da intermediari per il commercio estero e molti di questi ebrei sono degni di assoluta fiducia.

Pochi anni dopo, nel 1492, un adepto del sufismo, Mohammed Ben Abd el-Kerim El-Maghili, esasperato dalle sconfitte dei musulmani in Spagna, si mise a predicare la guerra santa contro gli ebrei sahariani.

Invano il cadi Abdallah El-Asnuni tentò di opporsi al fanatismo delle bande armate formatesi intorno a El-Maghili per salvare gli ebrei. Sia a Tamentit che a Sigilmassa quelli che non abbracciarono immediatamente la religione maomettana furono massacrati senza pietà.

Leone l'Africano, nella sua "Della descrittione dell'Africa et delle cose notabili che iui sono", scrisse:
Dopo di che andò nell'Impero Songhai, diventando consigliere dell'imperatore Askia Mohammad I, riuscendo a convincerlo ad espellere gli ebrei dai suoi domini. Riguardo a questo fatto Leone l'Africano scrisse:
Fu in seguito anche un consigliere di Muhammad Rumfa, re del Regno di Kano, dove scrisse un trattato sugli obblighi di un re.